# The Birth-Mark
The Birth-Mark (o The Birthmark) è un cortometraggio muto del 1911. Il nome del regista non viene riportato nei credit del film che, prodotto dalla Reliance Film Company, aveva come interpreti Henry B. Walthall e Gertrude Robinson.

## Trama
Rimasto senza lavoro e senza risorse, un uomo, ormai disperato, abbandona il figlioletta sui gradini di una villa e parte per l'Ovest, alla ricerca di fortuna. La neonata, che ha una voglia sul braccio, viene raccolta da un ladro che la porta a casa sua, dalla moglie. I due, che non possono avere figli, adottano la piccola e la crescono. Allevata in una famiglia di ladri, la ragazza, ormai cresciuta, collabora ai colpi del padre. Quando però conosce un ricco giovane che si innamora di lei, accetta a malincuore di fare, come dice, un ultimo colpo. Il padre si fa aprire una stanza della casa del giovane, ma la figlia gli impedisce di rubare e lui se ne va. L'arrivo del giovane impedisce alla ragazza di andarsene e lui equivoca sulle ragioni della sua presenza e cerca di prendersi qualche libertà. Lei lo blocca e lui, vergognandosi, si scusa, non insistendo su ulteriori spiegazioni. La cerca poi a casa, chiedendole di sposarlo. Lei, pur ammettendo di amarlo, lo respinge. Il ladro, vedendo l'occasione di ricattare il giovane, cerca di approfittarne ma la ragazza litigando con lui scopre che quello non è il suo vero padre. Scappata via di casa, si trova ora affamata e indigente. Pensa così a un furto. La casa che sceglie è proprio quella del suo vero padre che, diventato ricco, l'ha sempre in tutti quegli anni cercata. Entrata in casa, si pente di ciò che vorrebbe fare e decide di andarsene senza prendere nulla. Viene però sorpresa dal padre che la trattiene e si fa raccontare la sua storia. Istintivamente, sente che quella è sua figlia e le strappa la manica del vestito: sul braccio appare la voglia rivelatrice che la riunisce al padre perduto.

## Produzione
Il film venne prodotto dalla Reliance Film Company.

## Distribuzione
Distribuito dalla Motion Picture Distributors and Sales Company, il film - un cortometraggio di una bobina - uscì nelle sale cinematografiche degli Stati Uniti il 30 dicembre 1911.